# Gletsjere på Island
Gletsjere på Island dækker omkring 11% af landarealet på øen og har haft stor indvirkning på landskabet i landet.
Mange islandske gletsjere ligger over vulkanerne, således Grímsvötn og Bárðarbunga, som ligger under den største gletsjer, Vatnajökull. Grímsvötns kaldera er 100 km2 stor og Bárðarbungas er 60 km2. Når der indtræder vulkansk aktivitet under en gletsjer, kan dette føre til smeltning af store mængder is og endvidere til, at smeltevandet hurtigt strømmer ud fra gletsjeren i en oversvømmelsesbølge, på islandsk kaldet jökulhlaup.

## De største gletsjere på Island
|    | Gletsjer          | Areal    |
| -- | ----------------- | -------- |
| 1  | Vatnajökull       | 8100 km2 |
| 2  | Langjökull        | 953 km2  |
| 3  | Hofsjökull        | 925 km2  |
| 4  | Mýrdalsjökull     | 596 km2  |
| 5  | Drangajökull      | 160 km2  |
| 6  | Eyjafjallajökull  | 78 km2   |
| 7  | Tungnafellsjökull | 48 km2   |
| 8  | Þórisjökull       | 32 km2   |
| 9  | Eiríksjökull      | 22 km2   |
| 10 | Þrándarjökull     | 22 km2   |
| 11 | Tindfjallajökull  | 19 km2   |
| 12 | Torfajökull       | 15 km2   |
| 13 | Snæfellsjökull    | 11 km2   |